# Márcio Mainardes
Márcio da Aparecida Mainardes mais conhecido como Márcio Mainardes (Curiúva, 10 de julho de 1966 - Campo Largo, 23 de fevereiro de 2021) foi um político brasileiro filiado ao Partido do Movimento Democrático Brasileiro (PMDB). Exerceu o cargo de prefeito de Curiúva por dois mandatos. Em 2011 foi condenado a devolver 25 milhões de reais aos cofres públicos por não ter aplicado os recursos no Programa Crescer em Família.
Em fevereiro de 2012 repercutiu o envolvimento de Mainardes num desentendimento com o filho do ex-vereador Tião Capixaba, onde Carlos teria agredido o então prefeito na época num evento religioso. Em março de 2012 foi divulgado que Mainardes estava sendo acusado por crimes de falsidade ideológica, uso de documentos falsos, criar uma empresa no nome de um de seus empregados e sonegação fiscal. Em maio de 2012 o prefeito foi afastado do cargo por denúncias de desvio de dinheiro público do fundo previdenciário municipal. Na época o prefeito estaria respondendo ainda a outras duas ações civis públicas por ato de improbidade administrativa e sendo investigado pelo Ministério Público em 17 inquéritos civis. Em junho de 2012 Márcio pediu afastamento do cargo para tratar de problemas de saúde, assumindo a vice-prefeita Edina Maria Alves Yasuhara.
Márcio Mainardes possuiu apoio e boa relação com o governador Beto Richa, o que lhe garantiu cargos políticos. Mainardes não pretendia deixar a política, almejando voltar a concorrer cargos públicos nas próximas eleições, caso sua candidatura fosse deferida. Entretanto, em 2021 Mainardes morreu vítima da COVID-19 no Hospital do Rocio, em Campo Largo.